# Cardiopteris quinqueloba
Cardiopteris quinqueloba är en järneksväxtart som först beskrevs av Justus Carl Hasskarl, och fick sitt nu gällande namn av Justus Carl Hasskarl. Cardiopteris quinqueloba ingår i släktet Cardiopteris och familjen Cardiopteridaceae. Inga underarter finns listade i Catalogue of Life.